# 挂兰峪镇
挂兰峪镇，是中华人民共和国河北省承德市兴隆县下辖的一个乡镇级行政单位。

## 行政区划
挂兰峪镇下辖以下地区：
双官铺村、挂兰峪村、太平村、橡树台村、二甸子村、大鹿圈村、西安村、金山子村、二拨子村、三拨子村、四拨子村、龙洞峪村和六拨子村。